# Timoja
Timoja (também conhecido como Timoji ou Timayya) foi um corsário hindu ao serviço do Império Vijayanagara (então denominado Reino de Bisnaga) e dos portugueses na primeira década do século XVI. Reclamando ter nascido em Goa e ter fugido a cidade após esta ser conquistada por Hidalcão, o sultão de Bijapur em 1496.

## Antecedentes
Desde o século XIV que o Decão tinha sido dividido em duas entidades antagonistas: de um lado  o sultanato de Bahmani e no outro os rajás hindus mobilizados em torno do Império Vijayanagara. As guerras contínuas exigiam frequentes abastecimentos de cavalos, importados através das rotas marítimas da Pérsia e Arábia. Este comércio estava sujeito a frequentes assaltos por numerosos bandos de piratas emboscados nas costas ocidentais da Índia. Timoji actuava como corsário (assaltando os comerciantes de cavalos, que entregava ao rajá de Honavar) e como pirata, atacando as frotas de mercadores de Kerala (Cochim) que negociavam pimenta com Guzerate. Timoja actuava ao largo da Ilha de Angediva tendo dois mil mercenários às suas ordens e pelo menos catorze navios. 

## Relações com os portugueses
Timoja encontrou-se com a frota de Vasco da Gama ao largo de Anjediva em 1498, mas  o almirante português, suspeitando que fosse um espião, recusou os seus avanços. Em 1505 Timoja atraiu o Vice-Rei Francisco de Almeida a um estuário e, após tê-lo feito esperar três dias, surgiu na sua frente ricamente vestido oferecendo os seus serviços e homenagem. Em 1507 Timoji avisou o Vice-Rei da preparação do cerco de Cananor por forças de Calecute e abasteceu a fortaleza durante o cerco. No fim de 1507, quando uma frota mameluca sob comando de Mirocém (nome em português de Amir Huceine Alcurdi) se juntou às forças de Calecute, tornou-se o principal informador de Francisco de Almeida. Pouco depois da Batalha de Diu, Timoji encontrou o imperador de Vijayanagara, Krishnadevaraya oferecendo-lhe um rico tributo. Este solicitou aos portugueses a conquista de Goa, o principal porto no comércio de cavalos. A cidade havia sido conquistada a Vijayanagar pelos sultões bamanis em 1469, e passara para Bijapur. No final de 1509, o que restava da frota mameluca derrotada na batalha de Diu aí se abrigara.
Após o conquista de Goa, Timoji foi encarregado do comando das tropas indianas fieis aos portugueses. Contudo, depressa foi afastado desta missão pela sua recusa em seguir ordens. O comando das tropas indianas foi entregue a um pretendente do trono de Honavar e Timoji retornou à pirataria. Foi feito prisioneiro quando realizava uma incursão e morreu de envenenamento por ópio pouco depois de ser transportado para a capital de Vijayanagar.